# Superman: Doomsday
Superman: Doomsday (bra: A Morte do Superman) é um filme animado de super-herói lançado diretamente para vídeo, adaptado da popular história em quadrinhos da DC Comics "A morte do Superman", com foco na suposta morte do Superman. O filme é classificado como PG-13 pela Motion Picture Association of America pela violência e é o primeiro da linha do Universo Animado DC lançado pela Warner Premiere e Warner Bros. Animation. Foi seguido por Justice League: The New Frontier .
O filme foi lançado em 18 de setembro de 2007. Antes do lançamento em DVD, o filme foi exibido pela primeira vez no San Diego Comic-Con em 26 de julho de 2007. Fez sua estréia transmitido primeiramente no Cartoon Network no sábado, 12 de julho, 2008. Apesar de estilos semelhantes, o filme usou novos modelos de animação, e é apenas vagamente baseado na cronologia do Universo Animado DC, que durou de 1992-2006  com algumas alusões à antiga série como a Fortaleza da Solidão, bem como a série clássica do Superman de Max Fleischer.

## Vozes originais
- Adam Baldwin...Superman/Clark Kent/Kal-El
- Anne Heche...Lois Lane
- James Marsters...Lex Luthor
- John DiMaggio...Homem-Brinquedo
- Swoosie Kurtz...Martha Kent
- Cree Summer...Mercy Graves
- Ray Wise...Perry White
- Adam Wylie...Jimmy Olsen

## Sinopse
Quando a Lexcorp acidentalmente liberta o assassino serial intergaláctico Doomsday, Superman enfrenta a criatura na batalha de sua vida. O mundo inteiro lamenta a queda do herói; a humanidade percebe que nunca mais se sentirá segura novamente. Os inimigos do Superman regozijam de felicidade – exceto Lex Luthor, que lamenta a perda a sua maneira, desencadeando uma sequência de fatos que nem ele poderia prever. 